# Журобиці
Журобиці (пол. Żurobice) — село в Польщі, у гміні Дідковичі Сім'ятицького повіту Підляського воєводства. Населення — 381 особа (2011).

## Історія
Вперше згадується 1528 року.
У 1975—1998 роках село належало до Білостоцького воєводства.

## Демографія
Демографічна структура станом на 31 березня 2011 року:
|          | Загалом | Допрацездатний вік | Працездатний вік | Постпрацездатний вік |
| -------- | ------- | ------------------ | ---------------- | -------------------- |
| Чоловіки | 192     | 41                 | 124              | 27                   |
| Жінки    | 189     | 40                 | 101              | 48                   |
| Разом    | 381     | 81                 | 225              | 75                   |

## Релігія
У селі міститься церква Святого Архангела Михаїла XVIII століття, яка належить до парафії Жирчиців.